# Club de Futbol Tremp
El Club de Futbol Tremp és un club de futbol català de la ciutat de Tremp.

## Història[1]
El futbol a Tremp va començar a practicar-se entre els anys 1911 i 1912 per treballadors de la Canadenca, molts d'ells estrangers. No fou fins a l'any 1914 que es va constituir el Tremp Futbol, pels senyors Ferrer, Solé, Monrós, Sastre, Clotet, Comajuncosa, Bellera, Nin, Alegret, Lledós, Cortada, Fuminyana i Paterson. El dia 1 de maig de 1915 es va constituir la primera junta directiva, amb el Dr. Roman Farre com a president. El primer uniforme del club fou samarreta amb ratlles verticals blanques i verdes, pantaló blau i mitjons negres. També es disputà el primer partit de futbol contra el Salàs, amb victòria pel Tremp per 3 gols a 1. L'any 1924 es va passar a utilitzar un uniforme amb ratlles verticals blanques i vermelles, pantaló blau i mitjons negres.
Acabada la guerra civil, el 1939, el club reapareix amb l'uniforme actual, samarreta blanca, pantalons blancs (de vegades negres) i mitjons negres. El 1949 s'adopta la denominació actual de C. F. Tremp i l'any següent es comença a participar en competicions oficials, al campionat d'aficionats, proclamant-se campió. El 1951 inaugura el camp municipal Pedra Santa. El club disputa durant aquests anys el campionat d'aficionats i la Copa Primavera, fins al 1956, any en què el club deixa de participar en competicions oficials. Aquests anys apareix el C. A. R. (Club Atletico Recreativo), fins que l'any 1967, un grup d'aficionats, encapçalats per Alfonso Lorite com a president, torna a posar en marxa el club participant en el campionat comarcal i el campionat de primavera.
La temporada 1971-72, el club ingressa a la Segona Categoria Territorial. El club roman entre la Segona i la Tercera Territorial fins a la temporada 1984-85, en què assoleix l'ascens a Primera Territorial. Tres temporades més tard ascendeix a Territorial Preferent. La temporada 1994-95 juga per primer cop a Primera Catalana, on roman fins a la 1998-99.
Terrenys de joc
- 1914-1922: Finca del Comte Alain (actual farinera del Sr. Altisent)
- 1922-1924: Camp de futbol del Joncar (a la confluència dels carrers d'Aragó i de Tarragona)
- 1924-1924: Camp de la Fontvella (darrere l'actual hotel Buenos Aires)
- 1924-1951: Camp de la Solana (al carrer de Tarragona)
- 1951-avui: Camp de futbol Pedra Santa

El futbol a Tremp va començar a practicar-se entre els anys 1911 i 1912 en un camp que estava situat a la borda dels frares, a prop d'on s'anava a construir la Central Elèctrica.
Van ser els primers treballadors de la Canadenca, que van venir a topografiar els terrenys on més tard es construiria el pantà de Sant Antoni i els canals de rec, els primers practicants, tenint lloc partits informals entre aquests treballadors (molts estrangers) i gent del poble, fins que l'any 1914 es va constituir el Tremp Futbol, essent fundadors els senyors Ferrer, Sole, Monros, Sastre, Clotet, Comajuncosa, Bellera, Nin, Alegret, Lledos, Cortada, Fuminyana i Paterson.
El dia 1 de maig de 1915 es va constituir la primera junta directiva formada per un president, el Dr. D. Roman Farre i quatre vocals, els senyor Bellera, Monros, Ferrer i Alegret, en aquests temps s'agafen com a colors una samarreta amb ratlles verticals blanques i verdes, pantalo blau i mitjons negres amb una volta blanca.
En aquest mateix any ja es disputa el primer partit de futbol contra el Salàs, el qual va acabar amb el resultat de 3 gols a 1 favorable al C.F. Tremp, aquest partit se celebra a la finca del Compte Alain, (actual farinera del Sr.Altisent), lloc on se celebrarien els partits de futbol fins a l'any 1922.
Jugadors habituals de l'època són els Srs. Miquel Sole (porter), Gaudiano Bellera, Angel Arpa, Roma Farre, Francesc Monros, Germa Bellera, Ot Lledos, J.Alegret, Lloret, Ramon Canal, Jaume Menescal, Laura Balaguer, Josep Marsa, Jaume Clotet, Ramon Berenguer, Antoni Potau, Domenech Vila (Vila I), Bonifaci Laval, Verga i Bofill, passant a ocupar la presidencia el Sr. Ramon Laforga. L'any 1922 es va començar a jugar en el camp de futbol del Joncar, construït a la confluencia dels carrers Arago i Tarragona. Aquest camp va ser l'utilitzat fins a l'any 1924, quan ja es van començar a disputar alguns partits en un camp de futbol anomenat Camp de la Fontvella construït pel Sr. Joan Gonzalez, darrere l'actual hotel Buenos Aires, d'aquest camp només se n'ha conservat testimoni gràfic.
Aquest camp només va ser utilitzat fins que es va acabar el camp de la Solana al carrer Tarragona, l'any 1924. El mateix any va passar a utilitzar un nou uniforme, amb ratlles verticals blanques i vermelles, pantalo blau i mitjons negres amb volta blanca, uniforme que sera l'oficial, excepte en algun partit en què es jugava amb camisa blanca, pantalons negres i mitjons negres amb volta blanca.
Als anys 30 hi va haver una important evolució en el futbol a Tremp, amb jugadors com Locutura (porter), Tallada, Fumas I (que van formar part de la selecció espanyola d'aficionats de l'Olimpíada Popular de Barcelona, prevista per al 19 de juliol de 1936), Gay, Fumas II, Josep Llados (Pito de Gurp), Vila III, Subirana I, Pla, Altisent...
Després d'un parèntesi a causa de la guerra civil, l'equip va reaparèixer amb l'uniforme que ja s'ha conservat fins a l'actualitat, o sigui samarreta blanca, pantalons blancs i mitjons negres amb volta blanca, era l'any 1939.
L'any 1949, amb president Sr. Pedro Campos, es nomenà com a entrenador al Sr. Angel Arpa, i es té com a jugadors Narcis, Alberto, Nadal, Monros, Fumas III, Jordi, Mauri, Nartal, Millet, Admella, Fabregat, Alegret, Calvet, Bochaca i Joval. Aquest any ja s'agafa definitivament el nom de C.F. Tremp.
L'any 1950 comença la vida oficial del club, el C.F. Tremp participa per primer cop al campionat d'aficionats, proclamant-se campió després d'una gran temporada, el president del club era el Sr. Nicolas Olsina.
L'any 1951, el C.F. Tremp guanya la Copa Primavera sense conèixer la derrota, amb l'equip següent : Narcis, Bacha, Monros, Ricart, Sole, Llados, Nazario, Mauri, Mas i Goma. La gestió realitzada a Madrid a través de l'obra sindical de "Educacion y Descanso" va donar el seu fruit, avui en dia el C.F.Tremp compta amb un camp municipal : "Pedra Santa", amb capacitat per a 5.000 espectadors, d'ells 1.000 amb seient. Les mesures del camp són de 100 x 60 i el camp disposa de llum electrica, amb quatre torres per entrenament i partits nocturns. En l'actualitat el C.F. Tremp compta amb uns 400 socis.
L'any 1952 es canvia la junta directiva, el nou president és el Sr. Rosendo Capdevila. En les temporades 52/53, 53/54, 54/55, 55/56 el C.F. Tremp es proclama subcampió en dues ocasions i campió de la darrera Copa Primavera.
En aquestes temporades l'equip estava format per : Alberto, Beranuy, Bacha, Monros, Jordi, Capdevila, Murillo, Rosell, Palau i Lamoga.
En l'interval de 1.956 i 1.966 el C.F. Tremp deixa de participar en competicions oficials. Aquestos anys es creen unes seccions de diferents modalitats esportives, a l'equip de futbol se'l coneix com a C.A.R. (Club Atletico Recreativo), al davant de tot això hi havia el Sr. Alvaro Casado Mestre, El club tenia 450 socis.
L'any 1967, un grup d'aficionats, encapçalats pel Sr. Alfonso Lorite com a president, el club es torna a posar en marxa. El club participa en un campionat comarcal i un campionat de primavera.
La temporada 1.969/1.970, el C.F. Tremp es proclama doble campió d'aficionats i primavera.
La temporada 1.970/1.971, el club queda subcampió d'aficionats i tercer en primavera, el club passa l'última temporada en aquestes categories, ja que passa a pertànyer a la Segona Regional. Milita en aquesta categoria des de la temporada 71/72 fins a la temporada 88/89, amb tres descensos, les temporades 74/75, 79/80, i 84/85.
Durant aquests 18 anys en 2a i 3a regional, el presidents del club han estat : Sr. Alfonso Rey Vazquez, Sr. Jaume Altisent Buira, Sr. Pascual Juan Arnal, Sr. Francisco Alba Pacheco, Sr. Manel Marsol, i el Sr. Francisco Javier Mostacero Miguel. Amb ells s'aconsegueix pujar a primera regional.
L'equip més representatiu d'aquestes temporades és el següent : Lopez, Martin, Fornons, Gento, Isidro, Verges, Mauri, Fite, Murillo, Navarro i Alarcon.
En la primera regional el club hi està tres temporades, aquesta última temporada s'aconsegueix l'ascens a regional preferent.
En les set temporades següents el president és el Sr. Andreu Tomàs Carrera, on, després de dues temporades s'aconsegueix l'ascens a primera catalana, on es manté les següents cinc temporades.
La temporada 98/99, els resultats del club no són molt brillants i es consuma el descens a regional preferent.
Comença la temporada 1999/2000 i es fa càrrec de la presidencia del Club per segona vegada el Sr. Francisco Javier Mostacero Miguel. L'acompanyen en la seva junta directiva els Srs. Senalle, Estevez, Admetlla, Urrea, Cases, Salazar, Gaset, Pascual, Farre, Lopez, Colomina i Fontelles.
A la temporada 2001/2002 el club consuma el descens a la Primera Regional. És llavors quan es decideix un canvi de rumb, després de temporades comptant amb gent de les comarques de Lleida i jugadors aragonesos i de Barcelona. La directiva es proposa tornar als "orígens": fer un equip amb la gent del poble per la temporada 2002/2003 a la Primera Regional. La mala sort i potser la joventut de l'equip fan que no se salvi la categoria per un sol punt. La següent foto és del derbi al Pedrasanta contra el Pobla de Segur on els jugadors del Tremp van demostrar que el descens no era just, realitzant un magnífic partit.
Esperem que aquest any, el Tremp torni a escalar cap a les categories que es mereix, i amb gent de casa això es pot aconseguir.

## Temporades[3]
- 1971-1972 Segona Regional
- 1972-1973 Segona Regional
- 1973-1974 Segona Regional
- 1974-1975 Tercera Regional
- 1975-1976 Segona Regional
- 1976-1977 Segona Regional
- 1977-1978 Segona Regional 17è
- 1978-1979 Tercera Regional
- 1979-1980 Tercera Regional
- 1980-1981 Segona Regional 10è
- 1981-1982 Segona Regional 10è
- 1982-1983 Segona Regional 8è
- 1983-1984 Segona Regional 18è
- 1984-1985 Tercera Regional 2n
- 1985-1986 Segona Regional 2n
- 1986-1987 Segona Regional 2n
- 1987-1988 Segona Regional 2n
- 1988-1989 Segona Regional 1r
- 1989-1990 Primera Regional 7è
- 1990-1991 Primera Regional 9è
- 1991-1992 Primera Territorial 1r
- 1992-1993 Preferent Territorial 7è
- 1993-1994 Preferent Territorial 1r
- 1994-1995 Primera Div. Catalana 4t
- 1995-1996 Primera Div. Catalana 6è
- 1996-1997 Primera Div. Catalana 13è
- 1997-1998 Primera Div. Catalana 8è
- 1998-1999 Primera Div. Catalana 16è
- 1999-2000 Preferent Territorial 14è
- 2000-2001 Preferent Territorial 9è
- 2001-2002 Preferent Territorial 17è
- 2002-2003 Primera Territorial 15è
- 2003-2004 Segona Territorial 1r
- 2004-2005 Primera Territorial 11è
- 2005-2006 Primera Territorial 6è
- 2006-2007 Primera Territorial 17è
- 2007-2008 Segona Territorial 7è
- 2008-2009 Segona Territorial 1r
- 2009-2010 Primera Territorial 8è
- 2010-2011 Primera Territorial 13è
- 2011-2012 Segona Catalana (G5) 9è
- 2012-2013 Segona Catalana 15è
- 2013-2014 Segona Catalana 13è
- 2014-2015 Segona Catalana 17è
- 2015-2016 Tercera Catalana 10è
- 2016-2017 Tercera Catalana 1r
- 2017-2018 Segona Catalana 18è
- 2018-2019 Tercera Catalana 8è
- 2019-2020 Tercera Catalana 8è

## Palmarès
Campió de:
Preferent Territorial: 1994 II
Primera Territorial: 1992 V
Segona Territorial: 1989 XIII, 2004 XIV, 2009 XIII,
Tercera Catalana: 2017 XIV, 2022 XVI